# Tjänstetecken

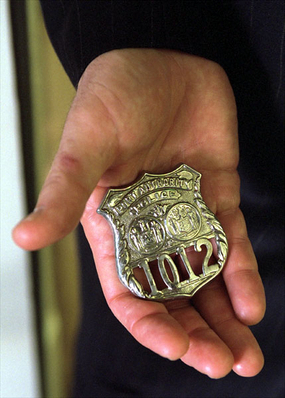
Ett tjänstetecken från Port Authority of New York and New Jersey.

Ett tjänstetecken är ett insignium som intygar att en person har ett visst ämbete. Den kan vara utformad som en bricka eller ett märke som sitter på kläderna. En polisbricka är exempelvis ett tjänstetecken med vilken en polisman som inte bär uniform kan vid behov styrka sin tjänsteställning. Polisbrickan utgöres av en metallbricka på vilken finnes polisemblemet på ena sidan och på den andra polisdistriktets namn med mera. Den som olovligen bär tjänstetecken kan dömas för föregivande av allmän ställning, ifall handling som kräver speciell behörighet eller som kan liknas vid myndighetsutövning samtidigt utföres. Ett tjänstekort är en identitetshandling som också fungerar som tjänstetecken.

## Militära tjänstetecken

### Sverige
Enligt Försvarsmaktens uniformsbestämmelser 2009 utgörs militära tjänstetecken av följande:
- Nationsmärke visar att bäraren tillhör den svenska försvarsmakten.
- Gradbeteckning visar en viss tjänstegrad för militär personal.
- Tjänstegruppstecken visar en viss tjänstegrad för civil tjänsteman och specialister (civil personal förordnad som militär personal vid tjänst på befattning i insats- eller krigsförband).
- Försvarsmaktstecken visar att bäraren är verksam i en försvarsmaktsgemensam funktion.
- Förbandstecken visar tillhörighet till viss organisationsenhet.
- Tjänstgöringstecken utvisar vid vilken organisationsenhet militär personal arbetar.
- Utbildningstecken visar viss vidareutbildning för militär personal alternativt examen från viss genomförd militär specialutbildning.
- Utbildningslinjetecken visar utbildningslinje under grundutbildning.
- Skoltecken visar att bäraren antagits till eller genomgår utbildning till yrkes- eller reservofficer.
- Vapenslagstecken visar tillhörighet till visst vapenslag i marinen.
- Försvarsgrenstecken visar tillhörighet till viss försvarsgren.
- Truppslagstecken visar tillhörighet till visst truppslag eller fackområde i armén.
- Facktecken visar huvudkompetensområde, fackkompetens eller annan specialkompetens (yrke).
- Frivilligtecken visar tillhörighet till viss frivillig försvarsorganisation.
- Yrkesband visar tillhörighet till visst fackområde.
- Utmärkelsetecken visar att bäraren erhållit en utmärkelse.
- Namnskyltar och namnband visar namn eller täcknamn samt organisationsenhet, eventuell underavdelning och i förekommande fall befattning m.m.
- Mössmärke visar befälskategori, försvarsgren och vapenslag.

Under 1600- och 1700-talen var bardisan ett tjänstetecken för drabanter och befälspersonal.

### Tyskland

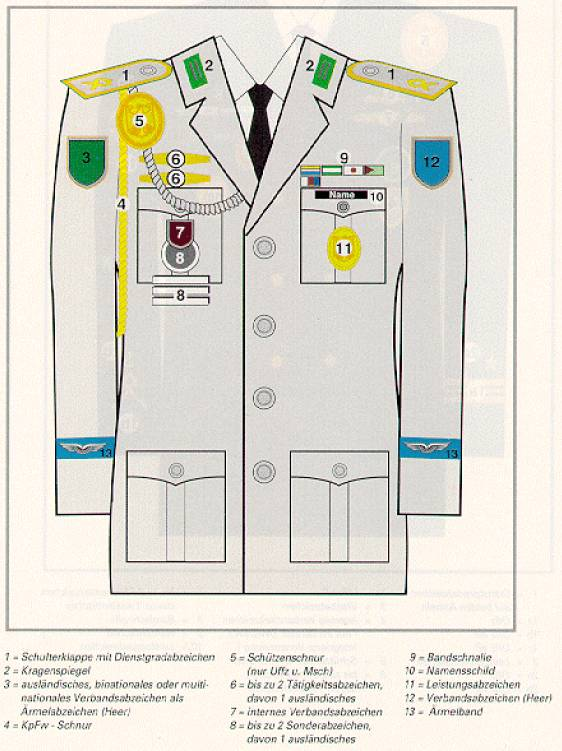

I Bundeswehr (Heer), den tyska armén, kan följande tjänstetecken bäras (se bilden):
- 1 = Gradbeteckning.
- 2 = Truppslagstecken i form av kragspegel.
- 3 = Utländskt, transnationellt eller internationellt förbandstecken för högre förband.
- 4 = Snodd som utvisar befattning som kompaniadjutant.
- 5 = Utmärkelsetecken för skjutskicklighet.
- 6 = Facktecken (två stycken, varav ett utländskt får bäras).
- 7 = Förbandstecken.
- 8 = Utbildningstecken (två stycken, varav ett utländskt får bäras).
- 9 = Utmärkelsetecken i form av släpspännen.
- 10 = Namnbricka
- 11 = Soldatprovstecken i tre klasser.
- 12 = Förbandstecken för högre förband.
- 13 = Ärmband bärs som förbandstecken vid vissa arméförband och som traditionstecken vid vissa flygvapenförband.

## Tjänstetecken, tjänstemärke, och brickor för polis i olika länder
En polisbricka är ett tjänstetecken som visar detsamma. Ofta finns det både ett tjänstekort och en bricka som har samma tjänste- och/eller serienummer för att påvisa dess äkthet. Tjänstetecken bärs på uniformen eller i fodral tillsammans med tjänstekort för civilklädd personal.

### Europeiska exempel

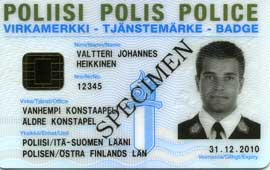
Finländsk tjänstemärke för polisman.
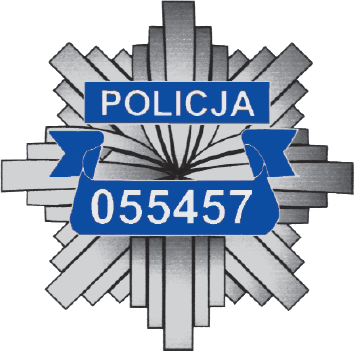
Polsk polisbricka med tjänstgöringsnummer.

File:Нагрудный знак сотрудника Полиции.jpeg|Rysk polisbricka med tjänstgöringsnummer..

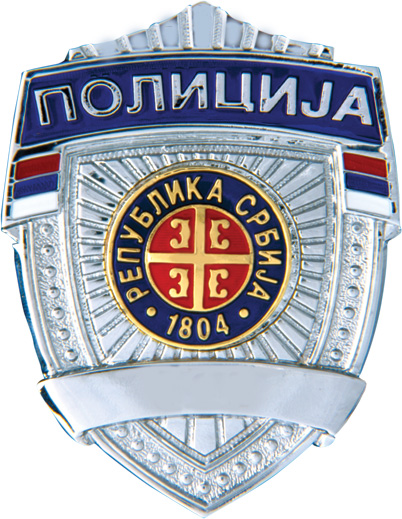
Serbisk polisbricka med plats för tjänstgöringsnummer.
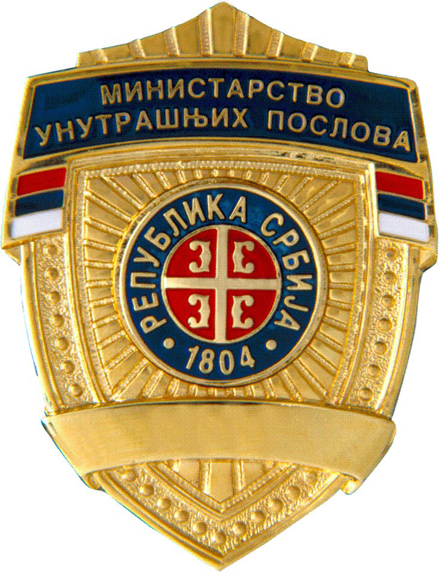
Polisbricka för det serbiska inrikesministeriets personal med plats för tjänstgöringsnummer.

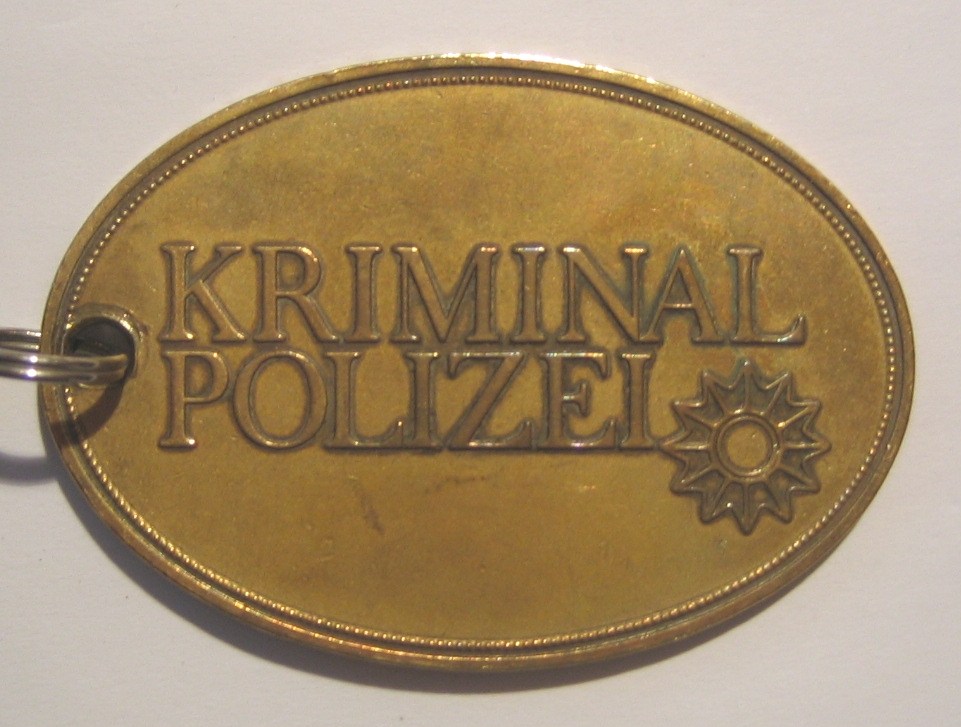
Tyskt tjänstetecken från kriminalpolisen (åtsidan).
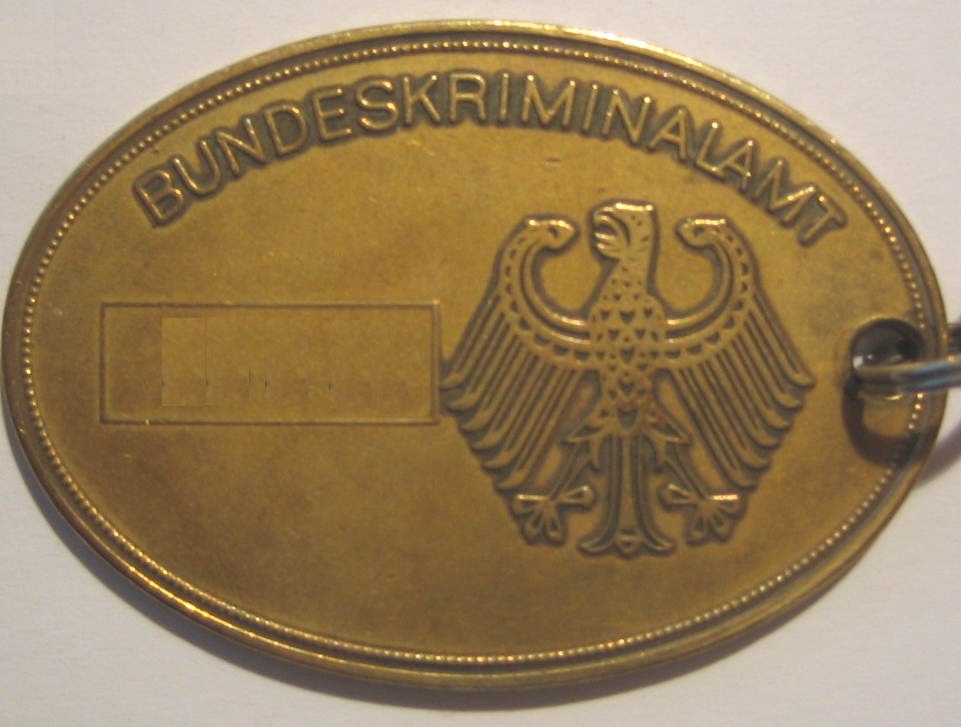
Frånsidan visar polismyndighetens namn (här Bundeskriminalamt) med tjänstgöringsnummer (här inte instansat).

### Sverige
I Sverige används tjänstekort för polisman vilket är ett identitetskort med namn och tjänstenummer. Tjänstekortet förvaras i ett läderfodral tillsammans med polisens vapensköld med texten polis. Under vapenskölden finns det en metallbricka där tjänstgöringsort och bricknummer är instansat.

### USA

#### Federal polis

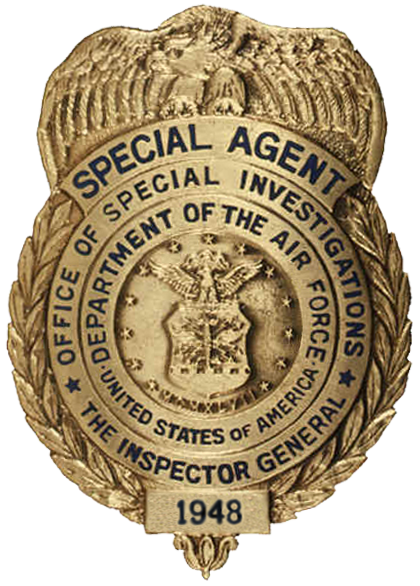
Polisbricka för Air Force Office of Special Investigations.
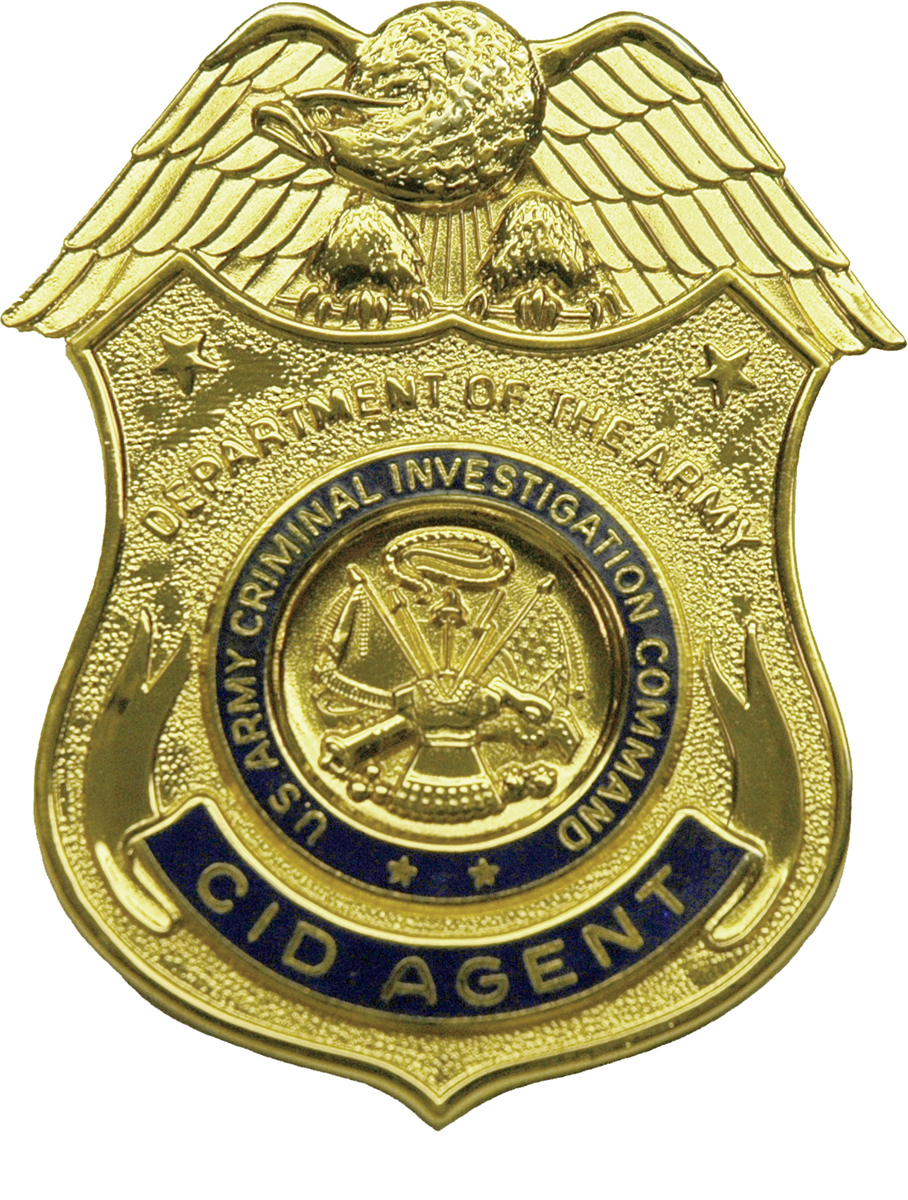
Polisbricka för Army Criminal Investigation Command.
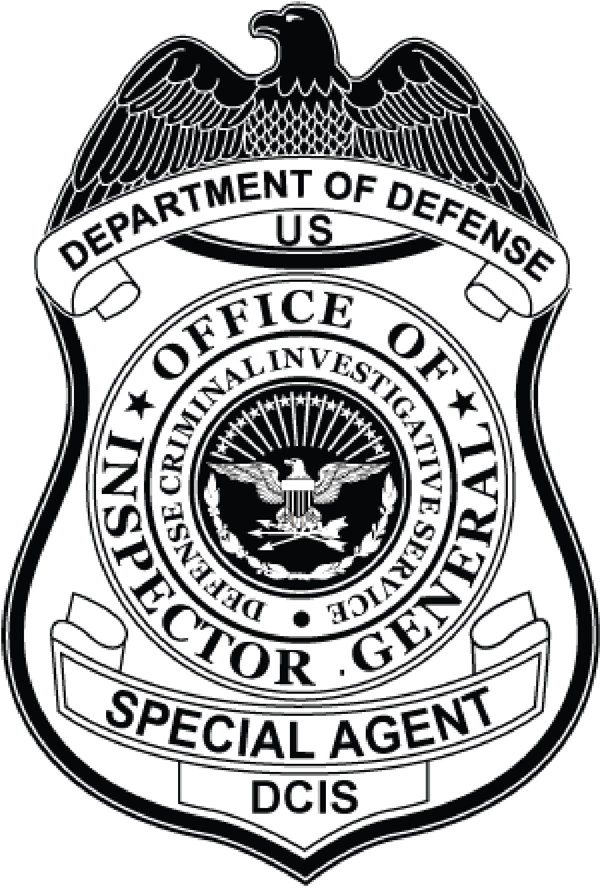
Polisbricka för försvarsdepartementents kriminalpolis Defense Criminal Investigative Service.
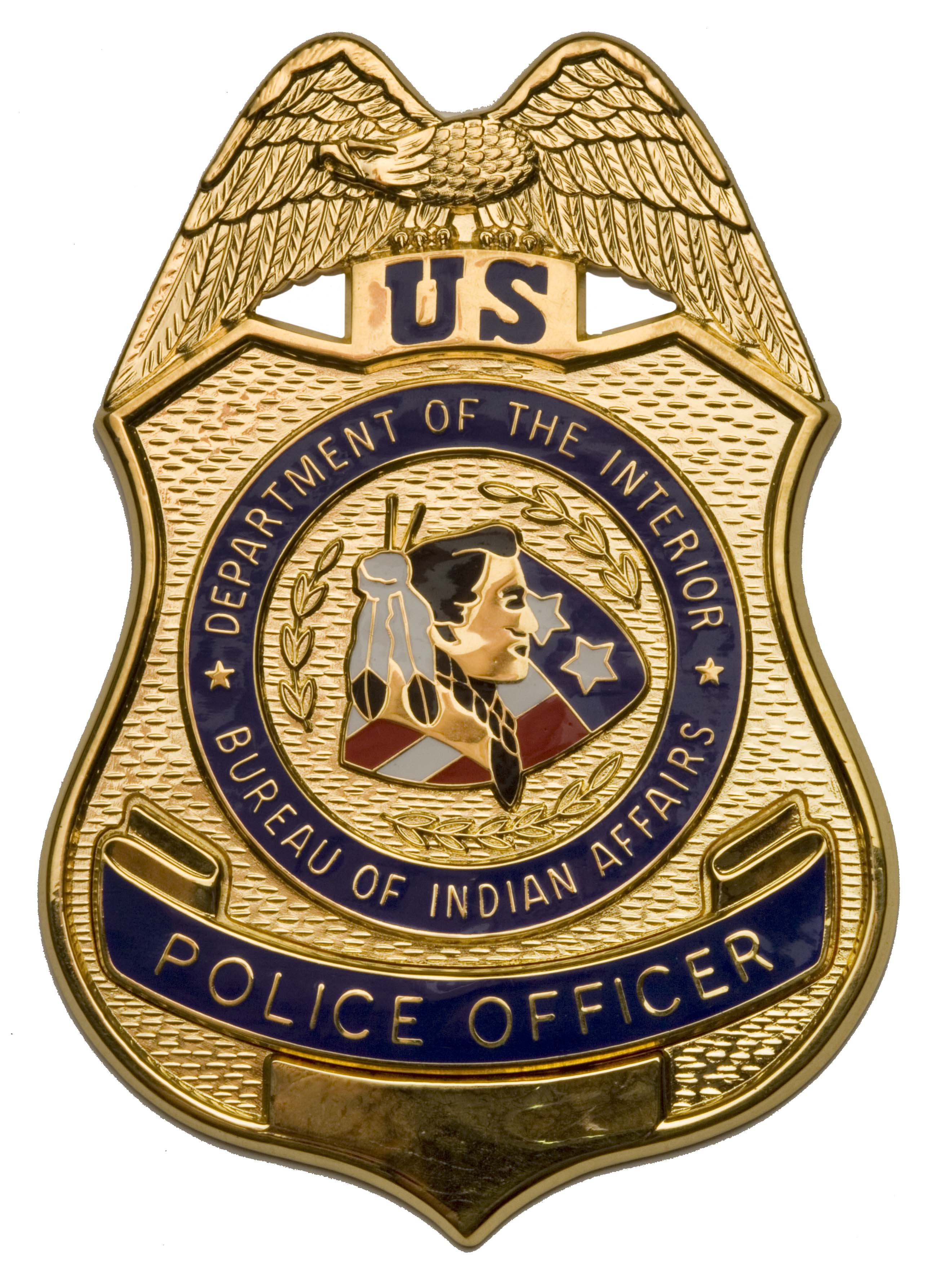
Polisbricka för Indianbyråns polis.
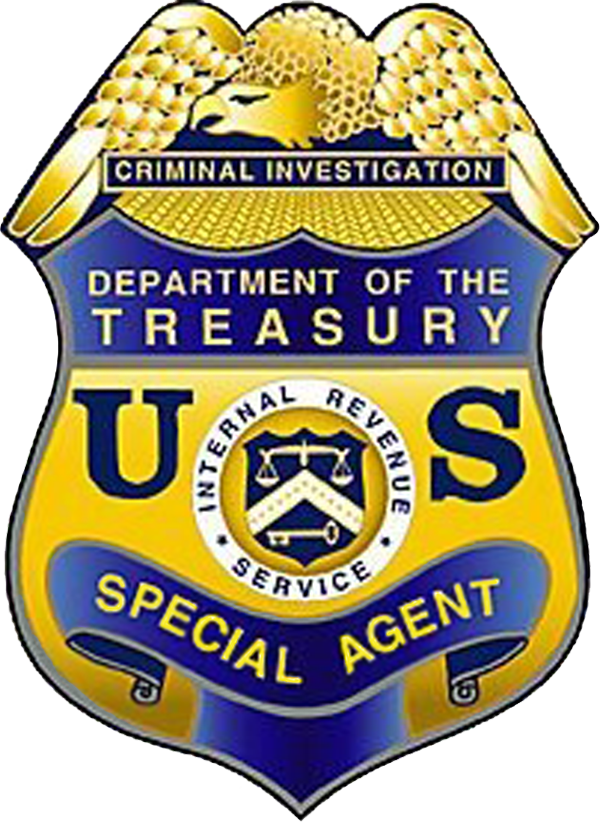
Polisbricka för IRS utredningsavdelning.
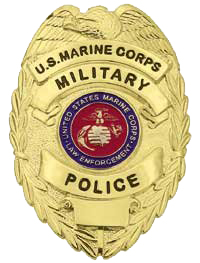
Polisbricka för militärpolis vid USA:s marinkår.
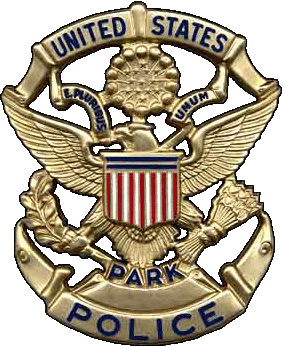
Polisbricka för den federala nationalparkspolisen.
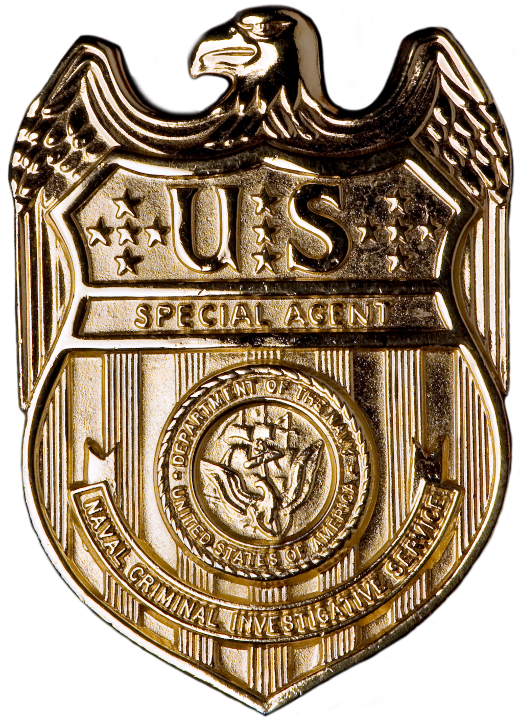
Polisbricka för Naval Criminal Investigative Service.
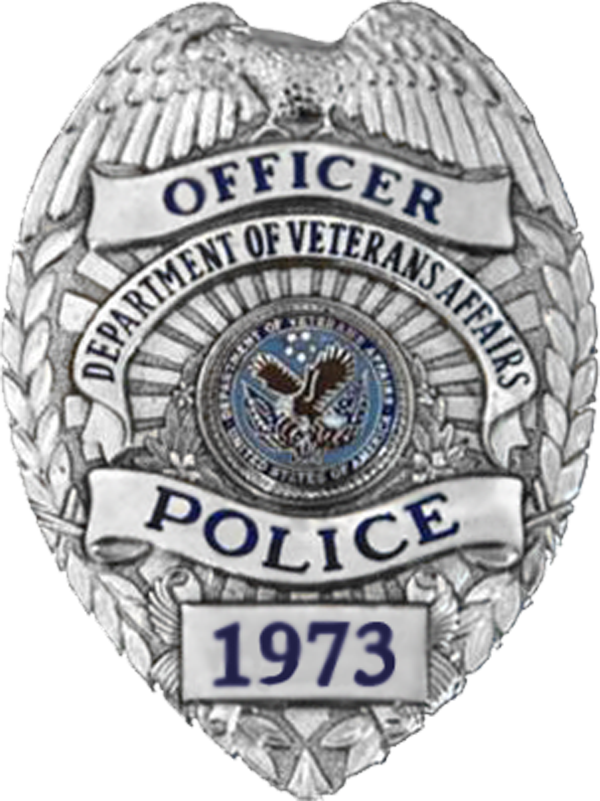
Polisbricka för veterandepartementets polis.
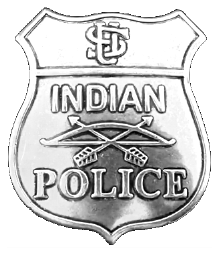
Historisk polisbricka för Indianpolisen på indianreservaten (ca 1890).

#### Delstatlig polis

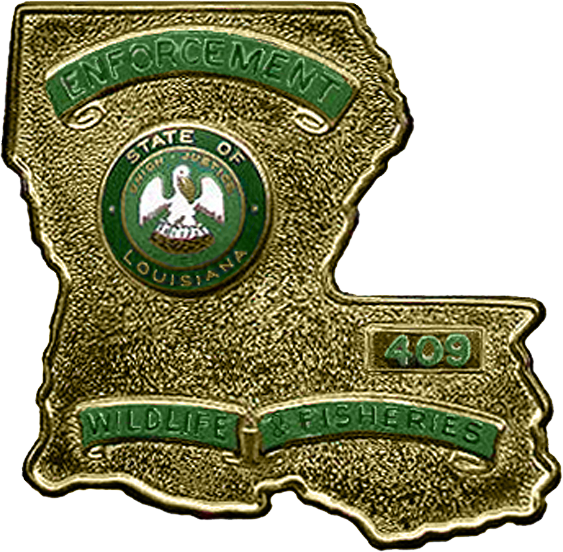
Polisbricka för den delstatliga jakt- och fiskepolisen i Louisiana.
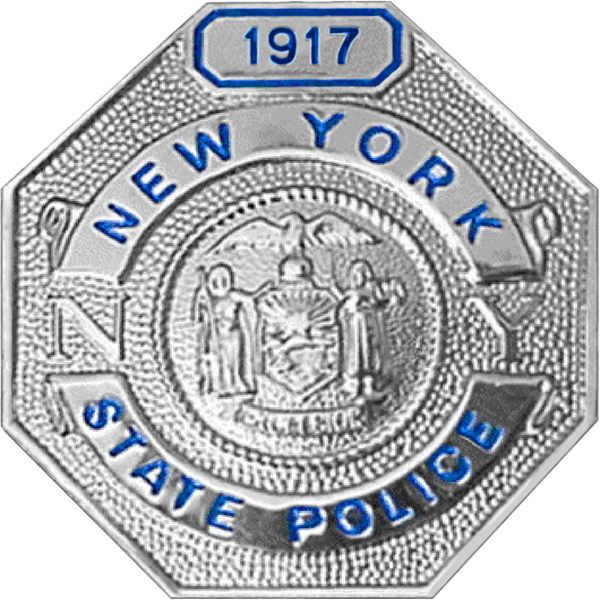
Polisbricka för delstaten New Yorks statspolis.
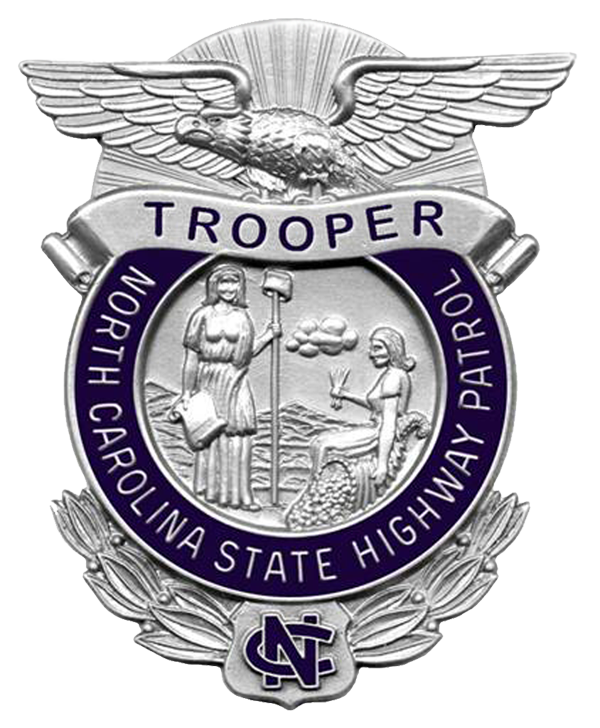
Polisbricka för statstrafikpolisen i North Carolina.
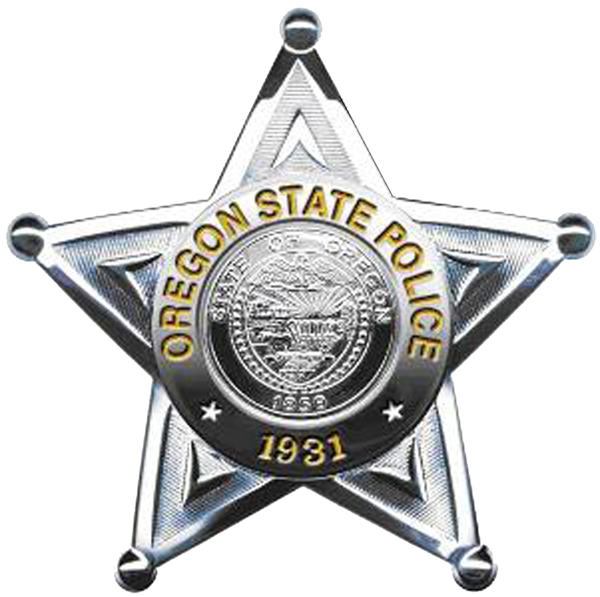
Polisbricka för Oregons statspolis.
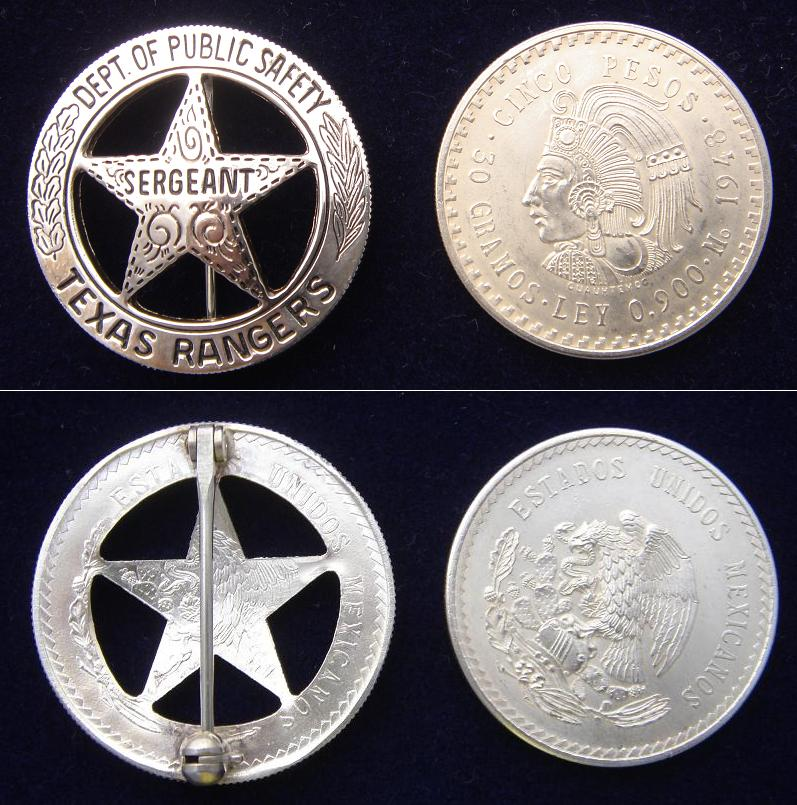
Modern polisbricka för Texas Ranger (till vänster) och ett mexikanskt fem peso silvermynt (till höger), som traditionellt används för att tillverka polisbrickan
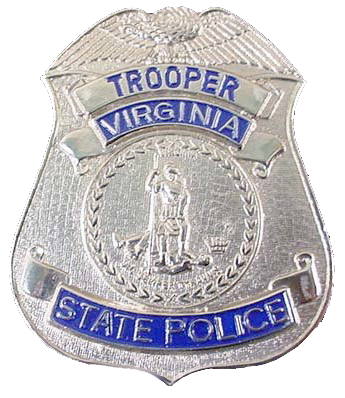
Polisbricka för Virginias statspolis.

#### Lokal polis

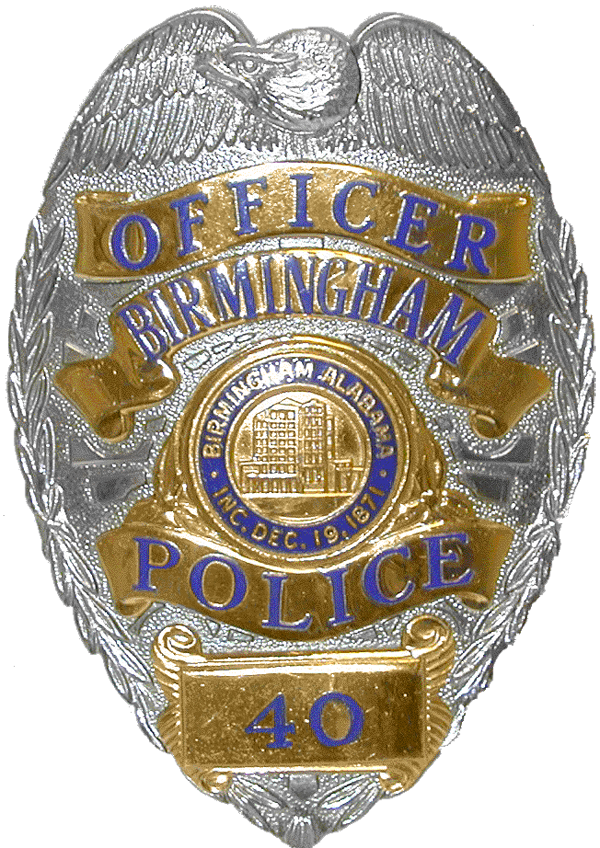
Polisbricka för polisen i Birmingham, Alabama med tjänstgöringsnummer.
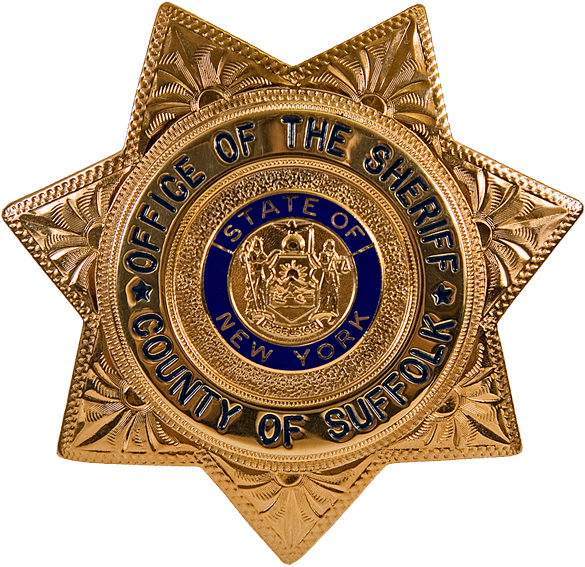
Polisbricka för biträdande sheriffer i Suffolk county, New York.